# محمد يلماز (رباع)
محمد يلماز هو رباع تركي، ولد في 9 أبريل 1974.

## وصلات خارجية
- محمد يلماز على موقع الاتحاد الدولي (الإنجليزية)
- محمد يلماز على موقع أوليمبيديا (الإنجليزية)